# Ashton (East Northamptonshire)
Ashton is een civil parish in het bestuurlijke gebied East Northamptonshire, in het Engelse graafschap Northamptonshire.